# FAMIFED
FAMIFED (Federaal Agentschap voor de Kinderbijslag) is een Belgische federale instelling die verantwoordelijk is voor het beheer van de kinderbijslag. Het agentschap werd opgericht na de 6e staatshervorming, toen de deelstaatregeringen bevoegd werden voor de kinderbijslag. Hiervoor was de Rijksdienst voor Kinderbijslag voor Werknemers voor deze materie bevoegd.
FAMIFED is de instelling die de kinderbijslag voor alle Belgische gezinnen beheert, zowel de private als de overheidskinderbijslagfondsen.

## Geschiedenis
In België werd op privé-initiatief van enkele industriëlen een bepaalde som ingehouden op het loon van de arbeiders om uit te delen aan hen die vader waren van een kroostrijk gezin (minstens vier kinderen). Zeer snel en naarmate het initiatief uitbreiding nam beslisten die werkgevers om het uitdelen van die bedragen toe te vertrouwen aan een fonds.

## De zesde staatshervorming
De RKW, de Rijksdienst voor Kinderbijslag voor Werknemers, is op 1 juli 2014 opgegaan in FAMIFED, het Federaal Agentschap voor de Kinderbijslag. Die naamswijziging past in het kader van de zesde staatshervorming waarbij de bevoegdheid voor kinderbijslag van het federale niveau werd overgedragen aan de deelstaten. Het Agentschap werkt voortaan voor rekening van de vier entiteiten die op deelstaatniveau bevoegd zijn voor de kinderbijslag.

## Werking
FAMIFED beheert de dossiers van de werknemers (of daarmee gelijkgestelden: werklozen, invaliden etc.), de hele overheidssector (met uitzondering van de plaatselijke en provinciale besturen), verschillende dossiers van zelfstandigen en de gewaarborgde gezinsbijslag.
Naast de zetel in Brussel zijn er tien provinciale bureaus in België (Antwerpen, Brugge, Gent, Vlaams- en Waals-Brabant, Charleroi, Eupen, Hasselt, Libramont, Luik en Namen).
FAMIFED is een overheidsinstelling, maar er zijn ook private kinderbijslagfondsen. FAMIFED speelt echter een dubbele rol, als kinderbijslagfonds maar ook als beheerder van het hele betaalcircuit.